# Кантон Цуг
Кантон Цуг (скраћеница ZG) је кантон у средишњем делу Швајцарске. Главни град је истоимени град Цуг.

## Природне одлике
Кантон Цуг је окружен кантонима: Аргау, Цирих, Швиц и Луцерн. Он се налази у брдовитом делу Швајцарске и већим делом окружује Цушко језеро. Мање, Агерско језеро налази се на истоку кантона. Река Ројс чини границу ка северозападу. Највиши врх је на 1.580 метара. Површина кантона Цуг је 239 km².

## Историја
Кантон Цуг се веома рано придружио Швајцарској конфедерацији, већ 1352. године. Међутим, у 19. веку кантон је био један од најбунтовнијих у Швајцарској, опозивајући државни устав неколико пута - 1847, 1848. и 1874. године.

## Становништво и насеља
Кантон Цуг је имао 114.711 становника 2008. године.
У кантону Цуг говори се немачки језик, који је и једини званични језик. Становништво је углавном римокатоличко (62%), а мањински протестантско (18%).
Највећи градови су:
- Цуг, 26.000 ст. - главни град кантона
- Бар, 22.000 становника.
- Хам, 14.000 становника.

## Привреда
Главне привредне гране су: прехрамбена индустрија, пчеларство и ситна индустрија. Цуг важи као „порески рај“ за фирме регистроване у овом кантону.

## Галерија слика
- Призор са обале Цушког језера
- Седиште кантона, град Цуг
- Равничарски предео у кантону
- Мање, Агерско језеро